# Shangri-La (Mark Knopfler)
| Recensione | Giudizio |
| ---------- | -------- |
| AllMusic   |          |

Shangri-La è il quarto album della carriera solista di Mark Knopfler uscito nel 2004.

## Il disco
Rimessosi dall'incidente in moto dell'anno precedente, l'autore propone le canzoni studiate durante la lunga degenza in un album interamente registrato agli Shangri-La Studios di Malibù.
Il disco è una vera e propria raccolta di personaggi ritratti in musica. Nel singolo Boom, Like That Knopfler racconta in maniera ironica di Ray Kroc (il fondatore di McDonald's), mentre in altre tracce si parla della tragica vita del pugile Sonny Liston, del cantante Lonnie Donegan, dello staff del Presidente degli Stati Uniti d'America, dell'uccisione del malavitoso Angus Sibbet e di un processo al re del rock 'n' roll, Elvis Presley.
All'uscita del disco è seguito un tour mondiale di successo al termine del quale sono state rese disponibili delle registrazioni acquistabili solo tramite download digitale (titolo dell'opera: Shangri-La Tour).

## Tracce
Tutte le canzoni sono scritte da Mark Knopfler.
1. 5.15 A.M. - 5:54
2. Boom, Like That - 5:49
3. Sucker Row - 4:56
4. The Trawlerman's Song - 5:02
5. Back to Tupelo - 4:31
6. Our Shangri-La - 5:41
7. Everybody Pays - 5:24
8. Song for Sonny Liston - 5:06
9. Whoop de Doo - 3:53
10. Postcards from Paraguay - 4:07
11. All That Matters - 3:08
12. Stand Up Guy - 4:32
13. Donegan's Gone - 3:05
14. Don't Crash the Ambulance - 5:06

Una versione limitata dell'album contiene un DVD con un filmato intervista sulla preparazione dell'album.

## Formazione
- Mark Knopfler - voce, chitarra
- Richard Bennett - chitarra
- Guy Fletcher - tastiera
- Chad Cromwell - batteria
- Jim Cox - pianoforte
- Glenn Worf - basso
- Paul Franklin - pedal steel guitar

## Classifiche
| Classifica (2004) | Posizione massima |
| ----------------- | ----------------- |
| Austria           | 14                |
| Belgio (Fiandre)  | 9                 |
| Belgio (Vallonia) | 3                 |
| Danimarca         | 4                 |
| Finlandia         | 10                |
| Francia           | 5                 |
| Germania          | 3                 |
| Italia            | 4                 |
| Norvegia          | 1                 |
| Paesi Bassi       | 4                 |
| Portogallo        | 21                |
| Regno Unito       | 11                |
| Spagna            | 6                 |
| Stati Uniti       | 66                |
| Svezia            | 3                 |
| Svizzera          | 7                 |